# Pseudoligosita fasciatipennis
Pseudoligosita fasciatipennis är en stekelart som först beskrevs av Girault 1912.  Pseudoligosita fasciatipennis ingår i släktet Pseudoligosita och familjen hårstrimsteklar. Inga underarter finns listade i Catalogue of Life.